# Myrioblephara inquinata
Myrioblephara inquinata är en fjärilsart som beskrevs av W. Warren 1906. Myrioblephara inquinata ingår i släktet Myrioblephara och familjen mätare. Inga underarter finns listade i Catalogue of Life.